# Špionica Gornja
Špionica Gornja är ett samhälle i Bosnien och Hercegovina.   Det ligger i entiteten Federationen Bosnien och Hercegovina, i den nordöstra delen av landet, 100 km norr om huvudstaden Sarajevo. Špionica Gornja ligger 156 meter över havet och antalet invånare är 689.
Terrängen runt Špionica Gornja är kuperad söderut, men norrut är den platt. Runt Špionica Gornja är det ganska tätbefolkat, med 93 invånare per kvadratkilometer.. Närmaste större samhälle är Gračanica, 15,7 km väster om Špionica Gornja. 
Omgivningarna runt Špionica Gornja är en mosaik av jordbruksmark och naturlig växtlighet.